# Sprite (đồ họa máy tính)
Trong đồ họa máy tính, sprite là một hình ảnh hai chiều hoặc hình ảnh động được tích hợp vào một cảnh lớn hơn. Ban đầu nó chỉ bao gồm đối tượng đồ họa xử lý riêng lẻ với bộ nhớ bitmap của một màn hình video, nhưng hiện nay nó bao gồm nhiều lớp đồ họa với các sắc thái khác nhau.
Ban đầu, sprite là một phương pháp tích hợp bitmap không liên quan để chúng xuất hiện như là một phần của bitmap bình thường trên một màn hình máy tính, chẳng hạn như việc tạo ra một nhân vật hoạt hình có thể chuyển động trên màn ảnh mà không làm thay đổi dữ liệu xác định tổng thể màn hình. Như vậy sprite có thể được tạo ra bởi mạch điện tử hay phần mềm. Trong mạch, sprite là một cấu trúc phần cứng mà sử dụng các kênh tùy chỉnh DMA để tích hợp các yếu tố trực quan với màn hình chính, nơi nó siêu nối ghép hai nguồn video rời rạc. Phần mềm có thể mô phỏng điều này này thông qua các phương pháp dựng hình chuyên biệt.
Gần đây hơn, CSS sprite được sử dụng trong thiết kế web như một cách để cải thiện hiệu suất bằng cách kết hợp nhiều hình ảnh nhỏ hoặc biểu tượng thành một hình ảnh lớn hơn gọi là dải sprite hoặc bộ tile, và chọn biểu tượng đó để hiển thị trên trang kết xuất sử dụng CSS. Vì đồ họa ba chiều ngày nay đang trở nên phổ biến, sprite đã tiến đến việc bao gồm hình ảnh phẳng tích hợp hoàn toàn vào cảnh ba chiều phức tạp.
Trong ngành công nghiệp bishōjo game, đặc biệt là visual novel và eroge, sprite được gọi là tachi-e (立ち絵). Bởi vì tính chất căn bản của một visual novel là hộp thoại đè lên trên một màn hình gồm có sprite nhân vật và cảnh nền, công nghệ này được chú trọng phát triển và cải thiện sự linh hoạt trong chuyển cảnh theo thời gian, tùy theo khả năng của game engine. Các sprite dành cho một nhân vật quan trọng có thể dao động từ 20 đến 50 bức, càng nhiều sprite thì nhân vật càng biểu lộ các sắc thái biểu cảm phù hợp hơn với hoàn cảnh.